# Fumetto online

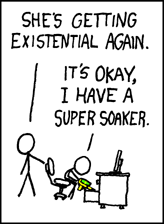
Una vignetta da xkcd

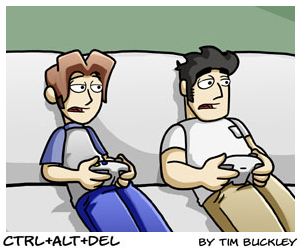
Una vignetta da Ctrl+Alt+Del

Un fumetto online (o webcomic, dall'inglese) è un fumetto pubblicato sul web. I fumetti online sono un fenomeno consolidato nell'area linguistica anglosassone ma si stanno rapidamente diffondendo anche in altre lingue.

## Caratteristiche
I fumetti online hanno le caratteristiche di un'auto-pubblicazione, visto che quasi chiunque può pubblicare un fumetto senza intermediari. La maggior parte dei fumetti online è di livello amatoriale ed aggiornata sporadicamente, ma alcuni sono più ambiziosi e certi (soprattutto nell'area linguistica anglosassone) hanno raggiunto un tale livello di successo da permettere agli autori di lavorarvi a tempo pieno, grazie ai soldi generati dalla pubblicità e dal merchandising nonché, in certi casi, dalla versione cartacea del fumetto stesso.

## Vantaggi
Il fumetto online ha diversi vantaggi:
- con costi ancora minori permette a un autore giovane o poco conosciuto di pubblicare autonomamente le proprie tavole o strisce in un mezzo che può comunque raggiungere una quantità di lettori maggiore di qualsiasi pubblicazione cartacea.
- Il fumetto online pone inoltre meno restrizioni sul formato rispetto all'editoria tradizionale, permettendo formati sperimentali (attraverso l'uso di tecnologie come Adobe Flash), e una liberazione dalle restrizioni della pagina (Scott McCloud teorizza la infinite canvas, tavola illimitata: una pagina di fumetto online non è vincolata materialmente, ma può estendersi in qualsiasi direzione fino a diventare potenzialmente infinita).
- Si può osservare anche che il colore non ha costi differenti rispetto al bianco e nero, come avviene nelle versioni a stampa (anche se l'evolversi delle tecnologie ha notevolmente ridotto questo divario).
- Molti autori di fumetti online hanno scoperto la possibilità di finanziare l'autopubblicazione cartacea del fumetto già pubblicato online attraverso piattaforme di crowdfunding (come Kickstarter, IndieGoGo), dove il fanbase sviluppato attraverso la pubblicazione online gratuita finanzia la pubblicazione cartacea. Spesso gli autori per incentivare offrono extra in termini di contenuto, gadget e merchandising.

## Webcomic nel mondo

### In Italia
In Italia ha preso particolarmente piede il cosiddetto verticalismo, una forma di fumetto online che esclude l'utilizzo di click e pop-up, formato utilizzato dal popolare Zerocalcare. Esistono comunque numerose soluzioni per blog utilizzabili anche con poche conoscenze tecniche.

### In Corea del Sud
Un webtoon è un manhwa pubblicato sotto forma di fumetto online nato nel 2003 in Corea del Sud dall'unione delle parole web e cartoon. Dal 2003 Daum ha creato un motore di ricerca per webtoon, seguito nel 2004 da Naver.

## Galleria d'immagini

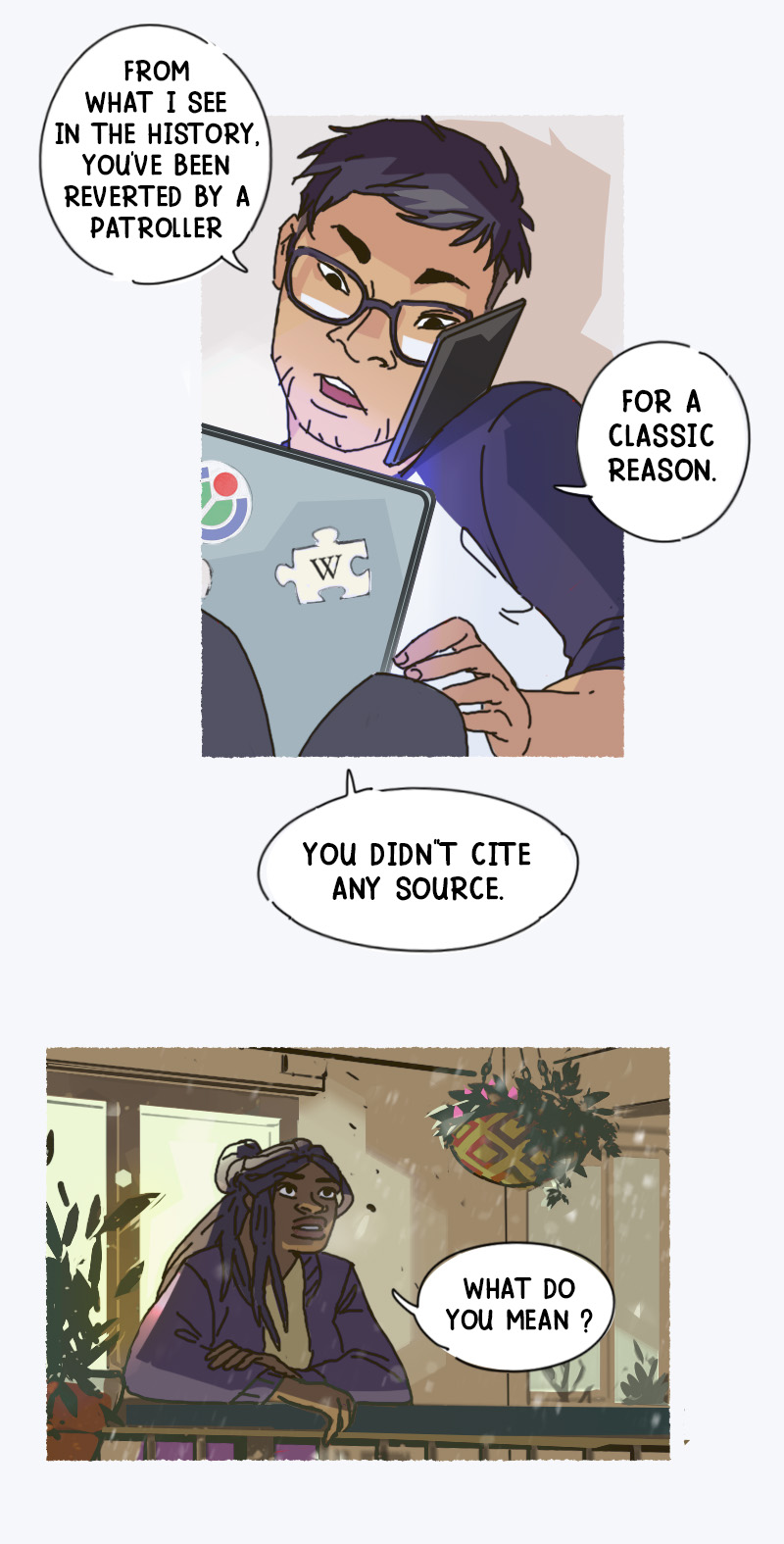
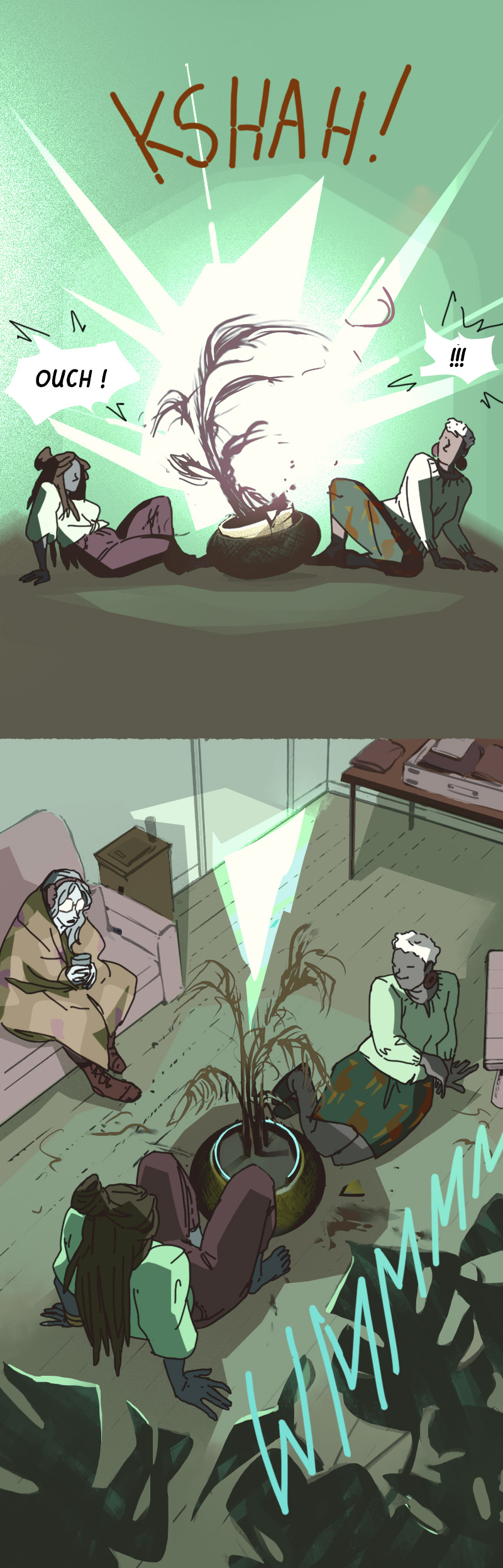
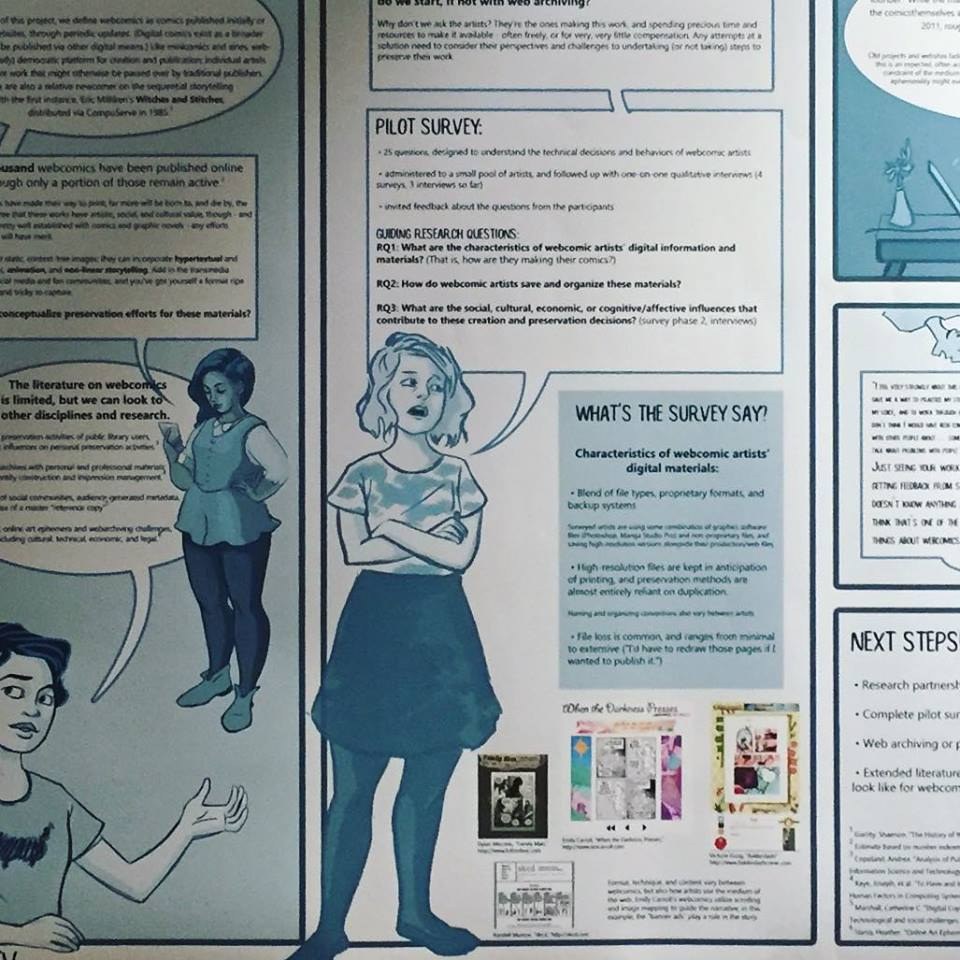
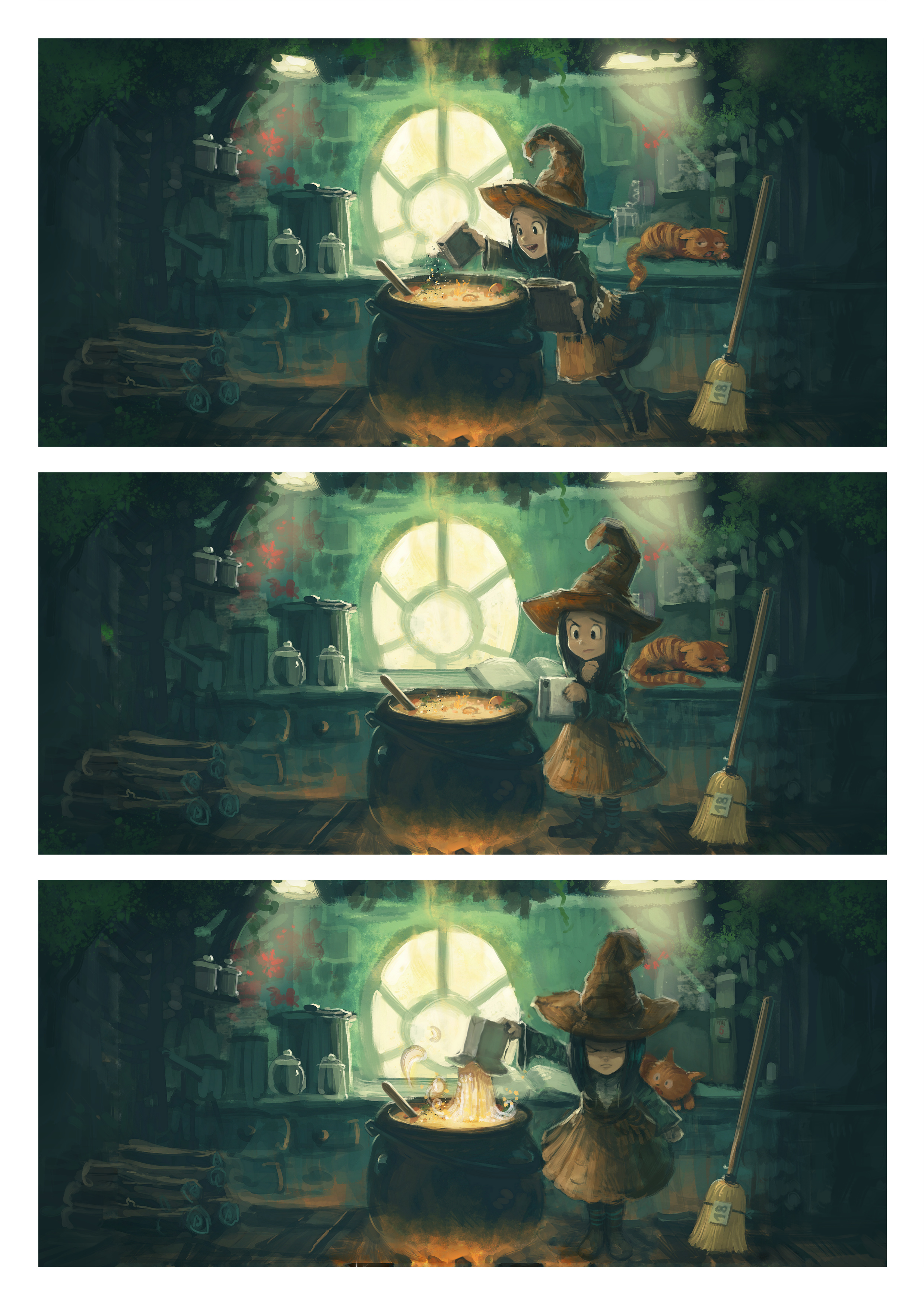